# Brandon Flowers
Pour les articles homonymes, voir Flowers.
 (novembre 2018).
Si vous disposez d'ouvrages ou d'articles de référence ou si vous connaissez des sites web de qualité traitant du thème abordé ici, merci de compléter l'article en donnant les références utiles à sa vérifiabilité et en les liant à la section « Notes et références ».
Brandon Richard Flowers, né le 21 juin 1981 à Henderson au Nevada, est le chanteur et le principal parolier du groupe The Killers. Ils se sont révélés au grand public en 2004 avec leur premier album Hot Fuss, et particulièrement l'énergique premier single Somebody Told Me.

## Biographie

### Famille
Les parents de Brandon sont mormons. Ils sont membres de l'Église de Jésus-Christ des saints des derniers jours. Brandon restera fidèle à sa religion d'origine, c'est pour cela qu'il décidera d'arrêter de faire la fête durant les tournées. Il est le dernier d'une famille de six enfants. Il est d'ascendance écossaise et lituanienne. Sa mère était mère au foyer et son père tenait une épicerie. Après avoir vécu durant huit ans à Henderson, Brandon et sa famille déménagent à Nephi dans l'Utah. Brandon y vivra jusqu'à sa dernière année à Juab High School. Ainsi, il retournera à Las Vegas pour vivre chez sa tante.

### Carrière au sein de The Killers (2001-2010)
Un jour, il répond à une annonce que Dave Keuning avait placé dans le document qui a inscrit, comme influence parmi de multiples groupes, The Cure et Oasis. Brandon et Dave sont rejoints par le bassiste Mark Stoermer et le batteur Ronnie Vannucci Jr.. C'est ainsi qu'en août 2002, ils deviennent The Killers. Selon le Las Vegas Review-Journal, les parents de Brandon l'ont toujours soutenu dans sa décision de devenir chanteur, et ils étaient souvent le seul public durant les représentations du groupe.
Brandon a été dans un certain nombre de controverses en fonction de déclarations qu'il a faites aux médias sur certains groupes tels que Fall Out Boy ou Panic! at the Disco mais s'est rétracté. Son affirmation que Sam's Town serait l'un des meilleurs albums à sortir au cours des 20 dernières années a attiré les railleries des critiques.
Brandon a présenté les Pet Shop Boys, avec une contribution exceptionnelle à la chanson à l'attribution BRIT Awards 2009.  Lui et Lady Gaga ont ensuite réalisé avec les Pet Shop Boys dans le cadre d'un mélange de leurs hits. Lady Gaga chante sur The Killers dans sa chanson Boys Boys Boys. Il a collaboré avec Jared Leto et Kanye West sur la chanson Hurricane, où il jouait du clavier, elle sera mise sur le troisième album de 30 Seconds to Mars This Is War.
Début 2019, le groupe sort un single intitulé Land of the Free où il dénonce ouvertement la politique migratoire de Donald Trump avec la construction du mur le long de la frontière mexicaine, le racisme ou encore la circulation des armes à feu. Brandon Flowers a lui-même affirmé que les fusillades répétées et les bavures policières à l’encontre de la communauté afro-américaine comme Eric Garner et Trayvon Martin ont rendu la production de cette chanson urgente.

### Carrière solo (depuis 2010)
Son premier album solo, Flamingo sort en septembre 2010. Le premier single extrait de l'album s'appelle Crossfire. On retrouve dans le clip du single l'actrice Charlize Theron. Il participe à une chanson de l'album Music Complete de New Order sorti en 2015.

## Vie personnelle
Brandon a épousé sa petite amie de longue date, Tana Brooke Mundkowsky, dans une petite cérémonie privée le 2 août 2005 à Hawaii. Brandon et son épouse ont trois fils, Ammon Flowers, né le 14 juillet 2007, Gunnar Flowers, né le 28 juillet 2009 et Henry Flowers, né le 9 mars 2011.
Flowers tient depuis longtemps une superstition sur laquelle sa mort est associée avec le numéro 621. En 2005, en route vers le Glastonbury Festival avec les Killers le jour de son anniversaire (le 21/6) Brandon était « convaincu que c'était la fin ». Flowers est également membre de l'Église de Jésus-Christ des saints des derniers jours, tout comme ses parents. Sa femme s'est convertie à la foi peu avant leur mariage. Il a révélé que la religion est « très importante » pour lui. Après avoir rejoint The Killers, ils ont commencé à boire et à faire la fête, interdit par l'Évangile des saints des derniers jours, non pas de faire la fête mais de boire de l'alcool. Toutefois, en 2006, il a arrêté, en disant : « Je pense que je suis probablement moins coupable, et je suis aussi en meilleure santé que je ne l'ai jamais été. Ma femme est enceinte et c'est tout ce qui a mis les choses en perspective. »
Brandon a acquis un important fan-club dans la communauté gay, qui est devenue un thème récurrent dans les interviews sur lui dans le grand public et des médias gays. Certaines personnes ont même mis en doute la sexualité de Brandon. Les paroles de Andy, You're a Star et le fameux hit Somebody Told Me, tous les deux écrits par Brandon, caractérisent son ambiguïté sexuelle.

## Discographie

### AvecThe Killers
1. Hot Fuss (2004)
2. Sam's Town (2006)
3. Sawdust (2007)
4. Day & Age (2008)
5. Live from the Royal Albert Hall (2009)
6. Battle Born (2012)
7. Wonderful Wonderful (2017)
8. Imploding the Mirage (2020)

### En solo
1. Flamingo (2010)
2. The Desired Effect (en) (2015)